# فرودگاه سنت اندروز (کادروی ولی)
فرودگاه سنت اندروز (کادروی ولی) (به انگلیسی: St. Andrews (Codroy Valley) Airport) یک فرودگاه همگانی است که یک باند فرود آسفالت دارد و طول باند آن ۹۱۴ متر است. این فرودگاه در کشور کانادا قرار دارد و در ارتفاع ۲۰ متری از سطح دریا واقع شده است.